# Code Momentum
Pour plus de détails, voir Fiche technique et Distribution.
Code Momentum (Momentum) est un film d'action américain réalisé par Stephen Campanelli, sorti en 2015.

## Synopsis
Alex Farraday est une voleuse professionnelle. Un de ses anciens coéquipiers la retire de sa retraite pour lui demander d'effectuer un dernier casse. Lors de celui-ci, elle vole des diamants mais également une clé USB compromettante. La jeune femme, démasquée pendant l'opération, se cache ensuite avec Kevin, un de ses complices. Mais celui-ci est éliminé. Elle parvient à prendre la fuite tout en découvrant qu'elle est tombée dans un traquenard. Alex se retrouve traquée par la CIA ainsi que par une organisation criminelle internationale, menée par un certain Mr. Washington employé par un  sénateur américain pour qu'il récupère la clé USB. Alors qu'ils doivent la neutraliser, les adversaires d'Alex découvrent qu'elle est beaucoup plus redoutable qu'eux.

## Fiche technique
- Titre original : Momentum
- Titre français : Code Momentum
- Réalisateur : Stephen Campanelli
- Scénario : Adam Marcus et Debra Sullivan
- Photographie : Glen MacPherson
- Montage : Doobie White
- Musique : Laurent Eyquem
- Production : Donald A. Barton et Anton Ernst
- Sociétés de production : Azari Media et Thaba Media
- Société de distribution : GoDigital
- Pays de production :  États-Unis
- Langue : anglais
- Genre : action
- Durée : 96 minutes
- Dates de sortie : 
  - États-Unis : 16 octobre 2015
  - France : 3 février 2016 (DVD)

## Distribution
- Olga Kurylenko (VF : Julia Vaidis-Bogard) : Alex Farraday
- James Purefoy (VF : Arnaud Arbessier) : Mr. Washington
- Morgan Freeman (VF : Benoît Allemane) : Le sénateur
- Lee-Anne Summers (es) (VF : Julie Dumas) : Penny Fuller
- Colin Moss (VF : Jérémy Bardeau) : Kevin Fuller
- Hlomla Dandala : Mr. Madison
- Karl Thaning (VF : Guillaume Lebon) : Doug MacArthur
- Brendan Sean Murray (VF : David Krüger) : Raymond Kelly
- Jenna Saras : Jessica
- Greg Kriek : M. Monroe
- Aidan Whytock : capitaine De Lange
- Nicole Shelley (VF : Anne Tilloy) : Mme Clinton
- Richard Lothian (VF : Cédric Ingard) : M. Jefferson